# Ernst Chladni
Ernst Florens Friedrich Chladni (AFI: [ˈɛʀnst ˈfloːʀɛns ˈfʀiːdʀɪç ˈkladnɪ]; Wittenberg, 30 novembre 1756 – Breslavia, 3 aprile 1827) è stato un fisico tedesco.
Ha dato un grande contributo alla fisica moderna soprattutto per il suo lavoro di ricerca sulle «lastre vibranti» e sul calcolo della velocità del suono attraverso differenti gas. Al suo lavoro fa impropriamente riferimento la cimatica, dovuta allo studioso svizzero Hans Jenny.
A lui nel 1979 è stato intitolato l'asteroide 5053 Chladni e un cratere lunare, Chladni.

## Le lastre di Chladni

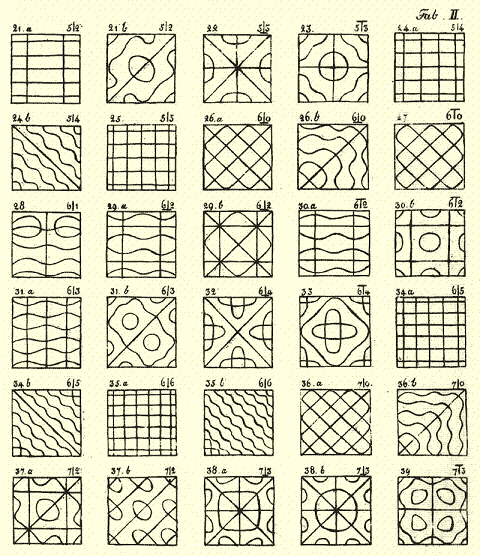
Tabella rappresentante alcune figure di Chladni.

Il più famoso degli studi di Ernst Chladni fu l'invenzione di un metodo per dimostrare i vari modi di vibrare di una superficie meccanica di forma regolare o irregolare.
Egli, negli ultimi anni del XVIII secolo, realizzò alcuni esperimenti sugli effetti delle vibrazioni impartite a lastre di vetro ricoperte di sabbia finissima.
Questa tecnica consiste nel far vibrare le lastre con un arco di violino, la sabbia di cui sono cosparse le lastre si allontana dalle zone di maggiore vibrazione (ventri), raggruppandosi in curiose figure (Le figure di Chladni) in prossimità di punti della lastra che si creano laddove la si tocchi. In questi punti, detti punti nodali, l'ampiezza della vibrazione è virtualmente nulla.
Chladni verificò che a uguali figure corrispondevano uguali suoni, ma che non accadeva l'effetto contrario.
Chladni osservò inoltre che:

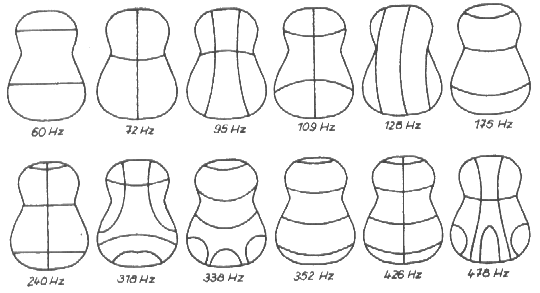
Linee di Chladni sul dorso di una chitarra

- Ogni ventre è separato da un altro ventre tramite una linea nodale.
- La lastra vibra diversamente al variare del modo di eccitazione. Fissando più punti si ottengono figure più complesse poiché maggiori sono le linee nodali.
- La posizione delle linee nodali muta al variare della forma delle piastre, delle loro dimensioni, dal modo in cui esse vibrano e dalla frequenza.
- Più è acuto il suono della vibrazione tanto maggiori sono le linee nodali che una stessa piastra produce.
- Le linee nodali si caratterizzano per la simmetria. La stessa piastra posta in vibrazione nelle medesime condizioni riproduce sempre le stesse linee nodali.

Si può quindi enunciare la presente legge: "Per piastre dello stesso materiale, della stessa forma e che producono le stesse figure di Chladni, le frequenze di vibrazione sono direttamente proporzionali al loro spessore e inversamente proporzionali alle loro superfici".
Oggi lo stesso effetto si ottiene ponendo un altoparlante sotto la lastra.
Questa tecnica è attualmente utilizzata per la progettazione e la costruzione di strumenti come il violino, la chitarra, la viola ed il violoncello.
| figures |
| ------- |
|         |
|         |
|         |
|         |
|         |
|         |

## Altri lavori
Nel 1794, Chladni pubblicò un libro in tedesco dal titolo Über den Ursprung der von Pallas gefundenen und anderer ihr ähnlicher Eisenmassen und über einige damit in Verbindung stehende Naturerscheinungen (Sull'origine del ferro di Pallas e di altri similari e su alcuni fenomeni naturali associati) nel quale esponeva la sua teoria dell'origine cosmica delle pietre cadute dal Cielo. Questa teoria, del quale Chladni è stato il primo a scrivere, fu molto criticata all'inizio, ma da tempo Chladni è considerato uno dei pionieri della ricerca scientifica sui meteoriti e uno dei fondatori della Meteoritica.
|  |  |  |  |  |  |
|  |  |  |  |  |  |
|  |  |  |  |  |  |
|  |  |  |  |  |  |
|  |  |  |  |  |  |
|  |  |  |  |  |  |